# スリム・スミス
スリム・スミス（英: Slim Smith、1948年 - 1973年）は、ジャマイカのキングストンで生まれた歌手。スカやロックステディ、レゲエの曲を歌っていた。1964年ごろからテクニクスのリード・ヴォーカルとして活動していたが、ラスタファリ運動に傾倒して他のメンバーと反りがあわなくなり、1965年に脱退した。それからユニークス、センセーションズなどのコーラス・グループを転々としながら活動を続け、1973年、謎の死を遂げた。彼のヒット曲「ラファー・イェット」のリズム・トラックは、1992年から1993年ごろにも流行した。

## 死因
スリム・スミスの死には謎が多く、一般的な1973年死亡説以外にも、前年の1972年にはもう死んでいたという説がある。死因はロイ・シャーリーと共有していた家の窓ガラスを、鍵を持っていなかったためか、機嫌が悪かったためか、何らかの理由で素手で割り、ガラスが刺さって出血多量で死んだという説、毒入りのマリファナを吸ったという説、精神障害をわずらい、療養所で自殺したという説などがある。

## ディスコグラフィー

### アルバム
- Everybody Needs Love (1969, Pama)
- Just a Dream (1972, Pama/Trojan)
- Memorial (1973, Trojan)
- Dancehall Connection (1986, Third World)
- Born To Love (198?, Studio One)
- Early Days (19??, Striker Lee)
- Rain From The Skies (1992, Trojan)
- Out Of Love/Slim Smith 24 Hip Hits (1997, cutting edge)